# Javier Saviola
Javier Pedro Saviola Fernández (* 11. prosince 1981, Buenos Aires (čtvrť Belgrano), Argentina) je bývalý argentinský fotbalový útočník. Mimo Argentinu hrál v Evropě: ve Španělsku, Francii, Portugalsku, Řecku a Itálii. Hrál za River Plate, FC Barcelona, Monaco, FC Sevilla, Real Madrid, Benficu Lisabon, FC Malaga, Olympiakos Pireus a Hellas Verona.
S mládežnickým týmem Argentiny se stal mistrem světa do 20 let v roce 2001 a vítězem olympijských her v roce 2004. Zahrál si na turnaji Copa América 2004, Konfederačním poháru FIFA 2005 a i na mistrovství světa 2006.
Získal cenu Fotbalista roku Jižní Ameriky za rok 1999. Pelé ho roku 2004 zařadil mezi 125 nejlepších žijících fotbalistů.

## Klubová kariéra

### River Plate
Osmnáctiletý Saviola se stal nejlepším střelcem Apertury 1999, podzimní části argentinské ligy.
Jeho 15 branek přispělo k zisku mistrovského titulu. Další titul s River Plate vybojoval na jaře (Clausura 2000).
V rámci Poháru osvoboditelů dosáhlo mužstvo čtvrtfinále, kde narazilo na úhlavního rivala Bocu Juniors. V prvním zápase doma na stadionu El Monumental zařídil ve druhém poločase vítězství 2:1. Odvetu ale ovládla Boca, která nakonec získala titul.
V tomto období se River Plate opíralo o útočnou vozbu ve složení Pablo Aimar, Juan Pablo Ángel, Ariel Ortega, Javier Saviola. Tato čtveřice se nazývala Cuatro Fantásticos (česky: Fantastická čtyřka).
Přes zájem italského AS Řím jej v létě v roce 2001 získala FC Barcelona.

### FC Barcelona
V červenci 2001 odešel Saviola do španělské Barcelony za částku 18 milionů liber (£).
V únoru 2002 proti španělskému mistrovi z ročníku 1999/2000, Deportivu La Coruña, se Saviola trefil v 73. minutě. To jen sklepl do Molinovy branky povedený Rivaldův lob, a vyrovnal skóre na 2:2.
Kluivert rozhodl o výhře v samotném závěru.
Ve svém premiérovém ročníku ve španělské La Lize zaznamenal Saviola nakonec 17 branek za 36 zápasů. Po sezóně mu tak patřila dělená čtvrtá příčka mezi nejgólovějšími ligovými hráči. Barcelona skončila v lize až čtvrtá.
Následně odešel trenér Rexach, nahradil jej navrátivší se van Gaal. Pod van Gaalem se Saviolovi přestalo dařit, na podzim zaznamenal jen dvě ligové branky. V lednu byl van Gaal vyhozen a přišel Radomir Antić. Saviola se na jaře rozjel a zaznamenal 11 branek, důležitou branku si připsal v rámci Ligy mistrů. Na hřišti turínského Juventusu tahala Barça za kratší konec, ale Saviola sám zařídil remízu 1:1, a to ve druhé půli.
Po odvetě se ale radovali Italové.
Letní změny ve vedení katalánského klubu s sebou přinesli nového kouče Franka Rijkaarda. Argentinec zaznamenal v ročníku 2003/2004 14 branek, ale postupné změny v Barceloně a jeho vysoký plat jej odsunuly stranou, do týmu navíc přišly nové posily.
Další dva roky tedy strávil na hostování.

### AS Monaco (hostování)
Sezónu 2004/2005 strávil Saviola v monackém knížecím klubu. Prosadil se do základní jedenáctky a v 29 zápasech francouzské ligové soutěže se střelecky prosadil devětkrát. První ligová trefa přišla už v ligové premiéře proti RC Strasbourg Alsace, to v závěru zápasu zpečetil vítězství 3:1.
Monacký celek se v základní skupině Ligy mistrů vyšplhal na první místo. Saviola zaznamenal čtyři branky ve čtyřech zápasech. Nejprve se na konci září trefil proti Deportivu La Coruña, s nímž doma AS Monaco vyhrálo 2:0. V dalším, třetím zápase skupiny se trefil doma proti Olympiakosu při výhře 2:1. Před pátým zápasem proti Liverpoolu mělo Monako dvě výhry a dvě prohry. Saviola na domácím stadionu jediným gólem zápasu zařídil tři body, když v 54. minutě využil zmatku ve vápně soupeře.
Další gól přidal v posledním kole na španělské půdě. Byl to jeho poslední gól v ročníku, monacké mužstvo padlo v osmifinále.
Střelecky se mu dařilo ve francouzském poháru Coupe de France, kde dal šest branek. Přesto tým vedený Didierem Deschampsem trofej nezískal a v lize skončil na třetím místě.
Po konci hostování se měl vrátit do Barcelony, ta jej však poslala opět hostovat, tentokráte do španělské Sevilly. V tomto období o něj projevil zájem ještě jiný španělský tým, Atlético Madrid vedený koučem Carlosem Bianchim.

### Sevilla FC (hostování)
V ročníku 2005/2006 hostoval v Seville, kde náležel mezi ofenzivní tahouny. Třemi góly přispěl k postupu ze skupiny v Poháru UEFA. První čtvrtfinálový zápas proti Zenitu se Saviola musel obejít bez podpory Dani Alvese a Jesúse Navase, přesto dvakrát skóroval podpoříce vítězství 4:1. Po centru Adriana v 16. minutě otevřel skóre, druhou branku dal v závěru.
Ve finále proti Middlesbrough nastoupil od začátku vedle Fabiana. Sevilla se dostala v první půli do jednogólového vedení a během poločasové přestávky jej trenér vystřídal, jeho místo tak zaujmul Kanouté. Španělský celek přidal další góly a vyhrál 4:0 a Saviola se tak mohl těšit z první evropské trofeje.

### Návrat do Barcelony
Saviola se vrátil do Barcelony, kde byl v ročníku 2006/2007 v roli sporadicky využívaného náhradníka. Katalánský klub mu nabídl prodloužení končící smlouvy, 25letý Saviola se však rozhodl zamířit jinam.

### Real Madrid
Trenér Bernd Schuster jej do ligového utkání nasadil poprvé proti Almeríi ve třetím kole La Ligy, i kvůli zranění jiného forvarda van Nistelrooye. Saviola se odvděčil gólem,
v nadále těžké konkurenci se ale prosazoval těžko.
Svůj třetí gól za Bílý balet vstřelil v dubnu 2008 proti Bilbau, jeho levačka přispěla k třígólovému vítězství a tříbodovému zisku.
Real Madrid získal v ročníku 2007/2008 mistrovský titul.
Chystaný příchod Cristiana Ronalda jej přiměl hledat nové angažmá, přes zájem anglického Liverpoolu se nakonec přestěhoval do Lisabonu.

### Benfica
Začátkem léta roku 2009 se domluvil na tříleté smlouvě s lisabonskou Benficou, ta Realu zaplatila částku 5 milionů eur.
Tady spojil síly s dalším argentinským technikem Pablem Aimarem, z jejichž kreativity těžil před nimi na hrotu hrající útočník Óscar Cardozo.
Trenér Jorge Jesus oživil kariéru argentinského útočníka, ten se předvedl například proti Evertonu v základní skupině Evropské ligy. Úvodní gól utkání vstřelil Saviola ve 13. minutě po centru Ángela Di Maríi. Brankáře Tima Howarda překonal střelou z voleje svou slabší pravou nohou.
Po poločase si ještě připsal asistenci na Cardozův gól a v závěru mu Di María asistoval při jeho druhém gólu na konečných 5:0.
Další zápas „EL“ na hřišti Evertonu tým navázal na domácí výkon a výsledek a zvítězil 2:0, góly zařídili Cardozo se Saviolou.
Cesta Evropskou ligou skončila ve čtvrtfinále s Liverpoolem. Benfica po pěti letech vybojovala svůj 32. mistrovský titul. Lisabonské mužstvo navíc opanovalo ligový pohár Taça da Liga.
V ročníku 2010/2011 Benfica titul neobhájila a skončila druhá, také vlivem odchodů Di Maríi a Ramirese. Ofenzíva se tak mohla spoléhat „jen“ na Saviolu s Aimarem.
Po nepostupu ze skupiny Ligy mistrů se Benfica dostala do Evropské ligy. Saviola jedním gólem pomohl k postupu přes PSV Eindhoven, Benfica však v semifinále nestačila na rovněž portugalskou Bragu. Na začátku dubna 2011 nadešel čas Clássica proti neporaženému Portu. V 19. minutě Saviola z penalty vyrovnal na 1:1, penalta Hulka ale nakonec rozhodla o vítězství Porta, které si tak předběžně zajistilo titul.
Saviolu mohl těšit triumf v ligovém poháru Taça da Liga, podobně jako předchozí rok.

### Málaga
Přestup z Benficy Lisabon do Málagy se odehrál v posledních hodinách končícího přestupového okna dne 31. srpna 2012. Třicetiletý Saviola podepsal s klubem smlouvu na jeden rok.
Ambiciózní celek podporovaný katarskými investory se po úvodní ligové výhře v Zaragoze vydal na půdu Levante, kde Saviola zaznamenal první gól za Los Blanquiazules. Na konečném vítězství 3:1 se navíc podílel asistencí na gólu Joaquína.
O pár dní později se gólově uvedl v Lize mistrů, ve které Málaga přehrála 3:1 ruský Zenit Petrohrad.
Příležitost od trenéra Pellegriniho dostal v odvetě osmifinále proti Portu, proti kterému hrál od začátku. Jeho branka v první půli nebyla rozhodčím Nicolou Rizzolim uznána, Málaga přesto smazala jednogólové manko z prvního zápasu a vyhrála 2:0.
Konečnou byl pro Málagu souboj s Borussií Dortmund ve čtvrtfinále. V předposledním zápase La Ligy vstřelil branku proti Deportivu La Coruña a spolu s Iscem a Júliem Baptistou zařídili vítězství 3:1.
Za sezónu se v rámci La Ligy trefil v osmi případech, Málaga skončila na šestém místě v ligové tabulce.

### Olympiakos
Řecký šampion Olympiakos Pireus v červenci 2013 podepsal Argentince na dva roky.
Za 25 zápasů v řecké lize nastřílel 12 branek a činil se také v Lize mistrů, kde dvěma brankami zařídil postup do osmifinále po čtyřech letech. Bylo to v posledním zápase doma proti Anderlechtu, ve kterém otevřel skóre ve 33. minutě. Ve druhém poločase činil stav 1:1, přičemž Saviola neproměnil penaltu. Všechno vynahradil o pár minut později, kdy upravil stav zápasu na 2:1.
Po hodině hry jej na hřišti nahradil Alejandro Domínguez, jenž ještě jednu branku přidal.
V řecké lize se Olympiakos stal znovu mistrem.

### Hellas Verona
V létě 2014 se Saviola upsal italskému Hellas Verona. V prosinci se gólem zasadil o postup do dalšího kola italského poháru, to Hellas porazil Perugii 1:0.
Na konci ledna 2015 (ve 14. kole) vstřelil jediný gól zápasu s Atalantou, když v 53. minutě překonal levačkou soupeřova brankáře Sportiella.
Byl to Saviolův první a i poslední gól v Serii A.

### Návrat do River Plate
Společně s Pablem Aimarem se Saviola v létě 2015 upsal argentinskému River Plate.

## Reprezentační kariéra
Teprve 19letý Saviola na sebe upozornil na mistrovství světa hráčů do 20 let v roce 2001.
Jeho 11 branek z něj učinilo nejlepšího střelce turnaje a zároveň nejlepšího hráče. Sehrál tak zásadní roli v úspěšném boji o zlato, které Argentina na tomto domácím turnaji získala.
Za národní mužstvo si poprvé zahrál 16. srpna 2000 pod trenérem Marcelem Bielsou. Přes naléhání fanoušků však Bielsa vsázel na jiné hráče,
Saviola se tak nedostal do nominace na MS 2002. Tam ovšem Argentinci neuspěli a po skupinách zamířili domů.
Saviola si zahrál na jihoamerickém šampionátu Copa América 2004 a hned v prvním zápase s Ekvádorem zaujal hattrickem při výhře 6:1. Vyřazovací fázi zameškal kvůli zranění,
Argentina ve finále prohrála s Brazílií.
V srpnu 2004 se účastnil Letních olympijských her, kde Argentina v šesti zápasech vybojovala šest výher a získala tak zlato. Saviola vstřelil gól proti Tunisku, ve vyřazovacích bojích však trenér Bielsa spoléhal na Téveze.
V půlce května 2006 se vměstnal do závěrečné nominace trenéra José Pékermana pro mistrovství světa v Německu.
První zápas skupiny „C“ proti Pobřeží slonoviny nastoupil v základní sestavě po boku Hernána Crespa. Oba útočníci vstřelil gól ještě v prvním poločase. Saviolův gól po přihrávce Riquelmeho se stal vítězným, Didier Drogba ve druhém poločase pouze korigoval. Saviola se stal nejlepším fotbalistou zápasu podle FIFA.
Ve druhém zápase proti Srbsku a Černé Hoře připravil úvodní gól pro Maxi Rodrígueze již v 6. minutě. Argentina vyhrála vysoko 6:0 a zajistila si postup do osmifinále. Saviola byl ve druhém poločase střídán Tévezem.
Do čtvrtfinálového klání proti Německu jej trenér Pékerman nenasadil, Argentina nakonec s Němci padla v penaltovém rozstřelu.

## Trenérská kariéra
Saviola se v roce 2016 stal asistentem trenéra v andorrském týmu FC Ordino, kde se měl rovněž starat o rezervu a mládežnická mužstva.